# اچ‌ام‌اس جولیا (۱۸۰۶)
اچ‌ام‌اس جولیا (۱۸۰۶) (به انگلیسی: HMS Julia (1806)) یک کشتی بود که طول آن ۹۳ فوت ۱ اینچ (۲۸٫۴ متر) بود. این کشتی در سال ۱۸۰۶ ساخته شد.